# SS Lacertae
SS Lacertae é uma estrela binária eclipsante localizada na galáxia NSG 7209, constelação de Lacerta. Localiza-se a cerca de 3 mil anos-luz da Terra. A descoberta de que a estrela é uma binária foi feita em 1921 por Cuno Hoffmeister. As estrelas componentes orbitam em torno de um centro de massa comum, com um período de cerca de 14 dias e 10 horas terrestres.